# 亚历山德鲁·库埃丹
亚历山德鲁·库埃丹（羅馬尼亞語：Alexandru Cuedan，1910年9月26日—1976年），罗马尼亚男子足球运动员，司职后卫。他曾代表罗马尼亚国家队参加1934年国际足联世界杯，结果队伍止步十六强。